# SDSS J143029.89+133912.0
SDSS J143029.89+133912.0 (abbreviato SDSS J1430+13) detta Teacup galaxy (in italiano galassia Tazza da tè) è una galassia dal nucleo galattico attivo situata in direzione della costellazione del Boote ad una distanza di oltre un miliardo di anni luce dalla Terra.
SDSS J1430+13 è una galassia ellittica ed il suo nome deriva dalla presenza di un getto di emissioni di onde radio che ricorda la forma del manico di una tazza.
Osservazioni effettuate dal Very Large Array hanno messo in evidenza enormi strutture a forma di bolle che si estendono per 30-40 000 anni luce attorno al nucleo; altre strutture più piccole di circa 2.000 anni luce ciascuno, visibili nella banda ottica, sono di gas accelerato a velocità fino a 1.000 km/s.
Recenti osservazioni sono state effettuate tramite il Telescopio spaziale Hubble su SDSS J1430+13 e altre sette galassie con caratteristiche simili permettendo di evidenziare strutture filamentose estese per migliaia di anni luce, illuminate dalla radiazione che emerge dal nucleo galattico attivo cioè un quasar generato dal buco nero supermassiccio. Alcuni elementi presenti nei filamenti, come l'ossigeno, l'elio, l'azoto, lo zolfo e il neon, assorbono la luce del quasar e la riemettono lentamente nel corso di migliaia di anni; il loro colore verde brillante è principalmente dovuto all'ossigeno ionizzato.

## Galleria d'immagini

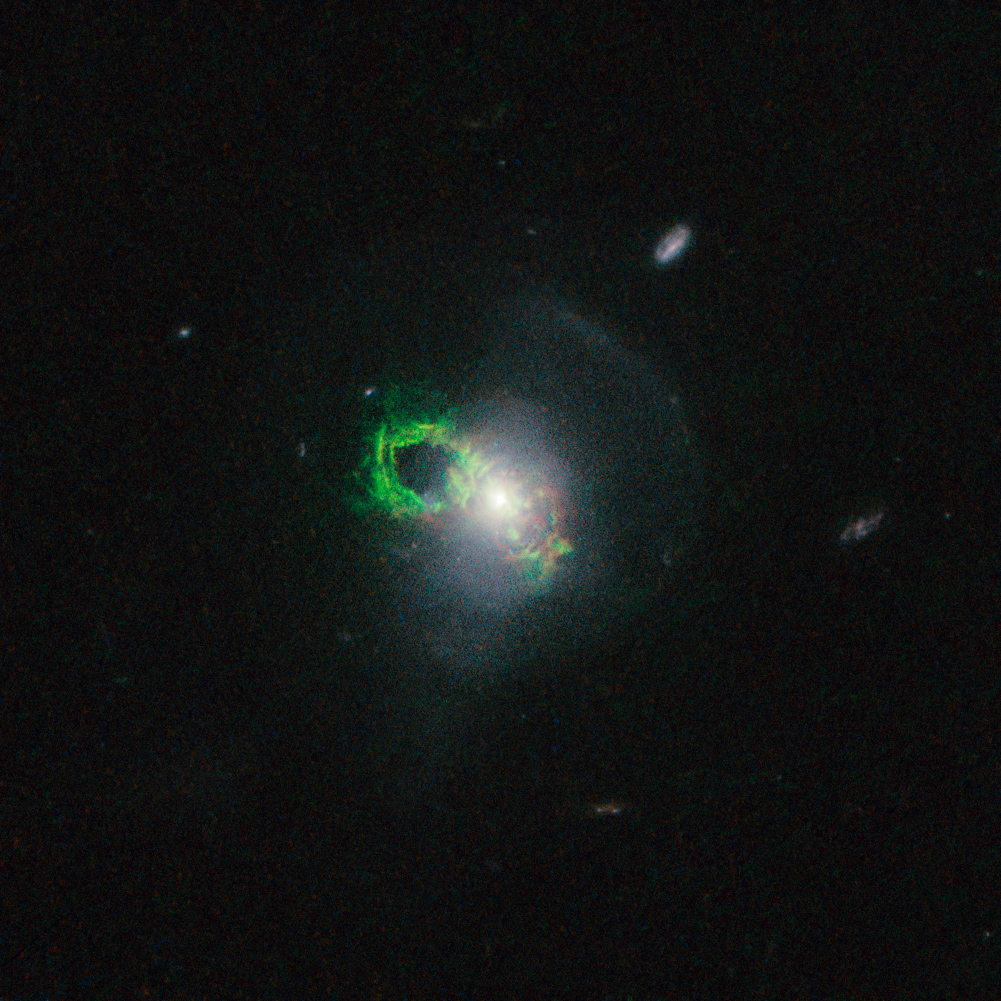
Teacup Galaxy (Hubble Space Telescope)
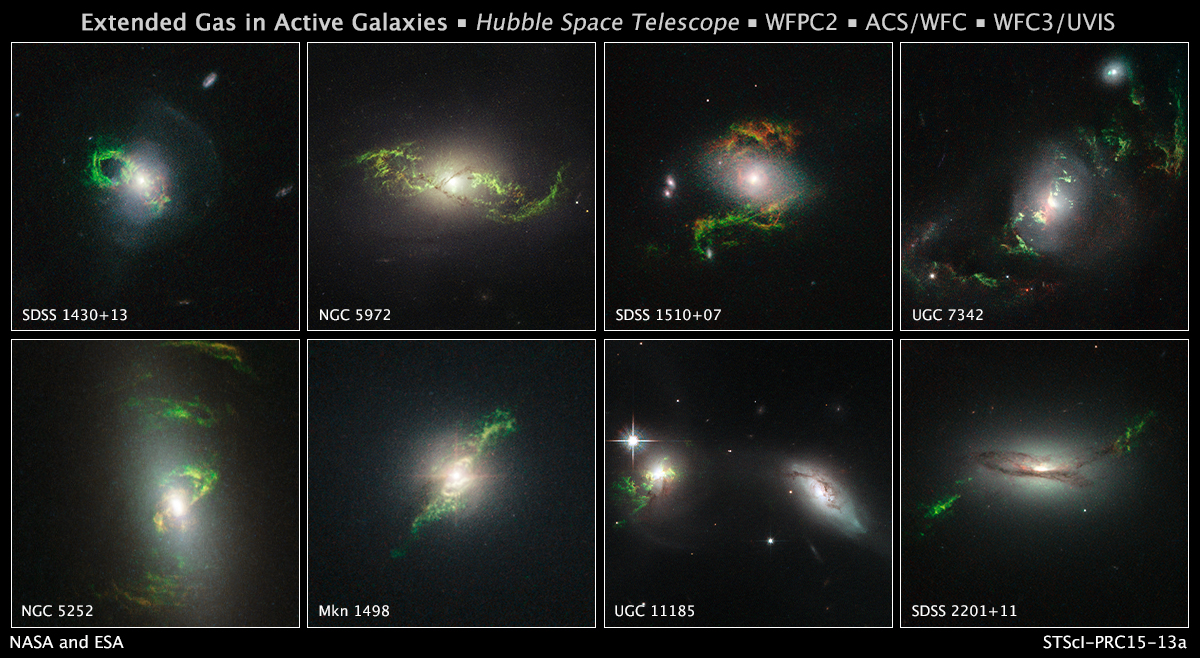
Teacup Galaxy e le altre sette galassie attive studiate da HST